# La Mano Negra

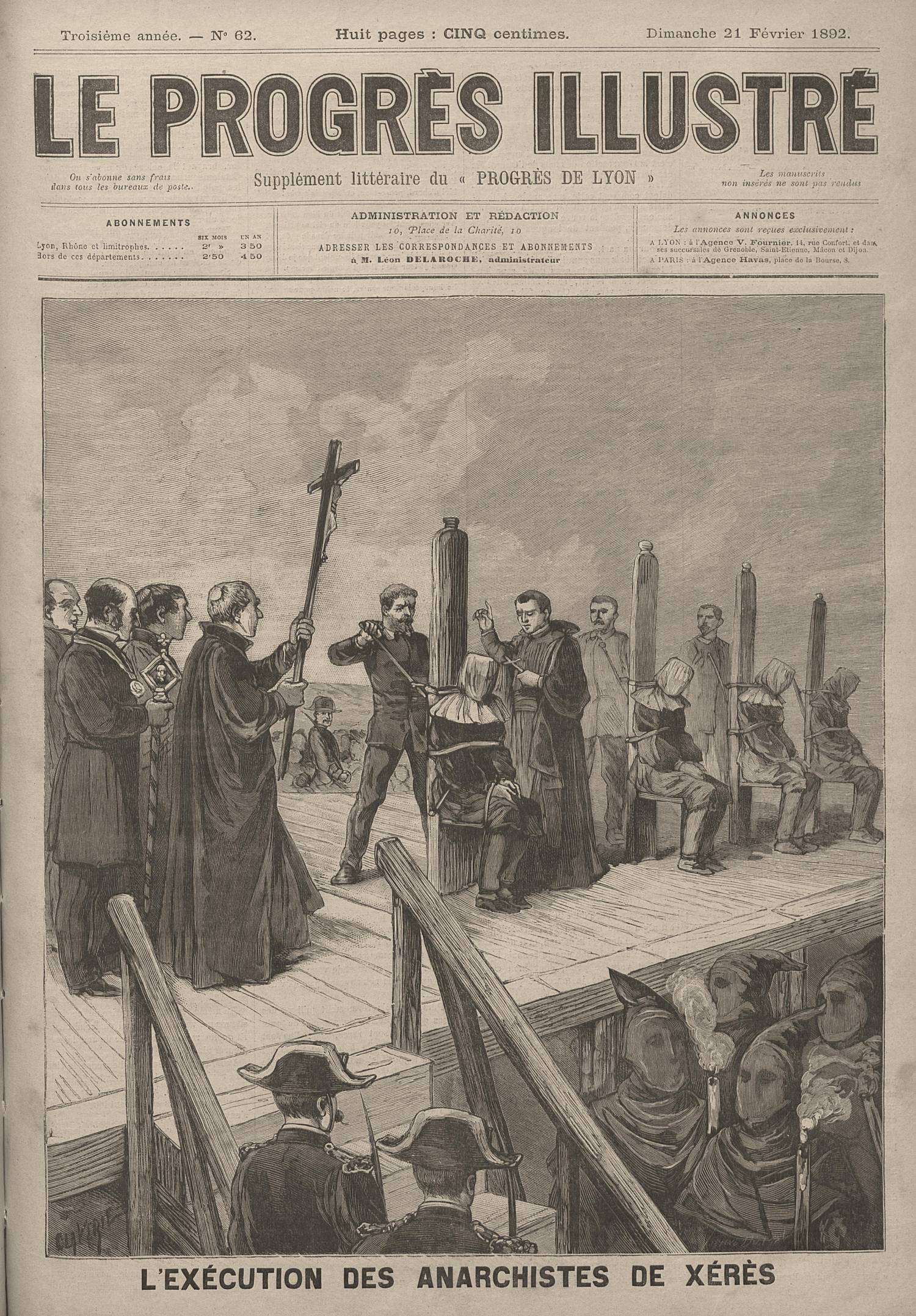
Exekution der Anarchisten von Jerez. Illustration aus „Le Progrès Illustré“.

La Mano Negra (spanisch: „Die Schwarze Hand“) war eine angeblich existierende, geheime und gewalttätige Organisation in Andalusien in Spanien am Ende des 19. Jahrhunderts.
Die Mano Negra soll durch Erpressung Schutzgelder erhoben haben. Wer nicht zahlte, musste um sein Leben fürchten. Die Bande wurde neben Morden auch für Vernichtung von Getreide auf den Feldern verantwortlich gemacht.
Die Organisation wurde als anarchistisch eingestuft, obwohl lokale anarchistische Gruppen sich mehrfach von ihr distanziert hatten. Trotzdem wurden deren kriminellen Aktivitäten als Anlass genommen, ab 1883 allgemein gegen anarchistische Gruppen vorzugehen. 
Bisher konnte nicht festgestellt werden, ob La Mano Negra existiert hat, eine Erfindung der Regierung unter Práxedes Mateo Sagasta oder eine Gruppe unter falscher Flagge war, um die Revolten der ländlichen Gegend Spaniens niederzuwerfen, wie es Vicente Blasco Ibáñez in seiner Kurzgeschichte „La Bodega“ beschreibt.